# Біблійний сад

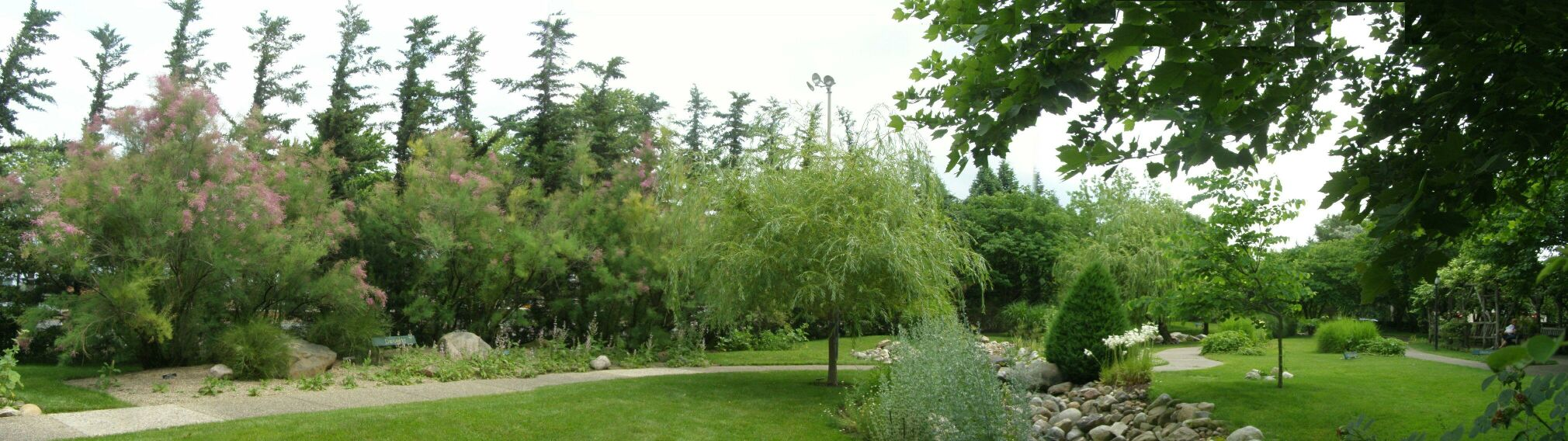
Біблійний сад у Варшаві, штат Індіана (США)

Біблійний сад — тематичний сад, в якому культивують рослини, що згадуються в Біблії. Біблійні сади закладають не так з ботанічною метою, як заради унаочнення біблійних епізодів.

## Заснування й використання
Більшість біблійних садів було засновано з ініціативи церковних громад або приватних осіб. Існують також біблійні сади, організовані в рамках великих ботанічних садів.
Біблійні сади використовують з метою відпочинку, організації тематичних екскурсій, проведення богослужінь та як туристичні атракції. Частом у біблійних садах представлені рослини, що мають символічний зв'язок з біблійними особами й місцями.

## Поширення
Велика кількість біблійних садів було закладено в Європі. Лише в Німеччині існує понад сто таких садів.
У Ізраїлі варто згадати Єрусалимський ботанічний сад (Єврейський університет, Гіват Рам) та біблійний парк Неот Кедумім (на схід від Тель-Авіву).
Особливо у США існує давня традиція біблійних садів.
На початку жовтня 2013 року біблійний сад з'явився у місті Чернівці (Україна). На урочисте закладання саду на території Чернівецького національного університету ім. Юрія Федьковича прибув Посол Держави Ізраїль в Україні Реувен Дін Ель та президент Національного єврейського фонду Ефі Штенцлер. У рамках церемонії, було посаджено 6 саджанців ліванського кедру. Згодом планується посадити понад 200 рослин із різних кутків світу.
Ще один біблійний сад був створений у Маріямполі (Івано-Франківська область). Він був закладений у 2011 р. на площі Святої Марії, яку місцеві використовували, як ...пасовище. Метою створення такого саду було надати можливість вивчати Біблію просто неба. Територія саду становить більше одного гектара. Він поділений на 2 рівні частини: зліва представлені локації, де описані події в Старому Завіті, а справа – у Новому Завіті. Головним організатором та автором ідеї став голова громадської організації «Комітет з відродження Маріямполя» професор Івано-Франківського національного медичного університету Володимир Боцюрко. На цей час в саду росте більше 25 видів біблійних дерев і кущів. Біля кожного експонату розміщена табличка, на якій вказано де вони згадуються в Біблії і їх богословське значення.

## Галерея

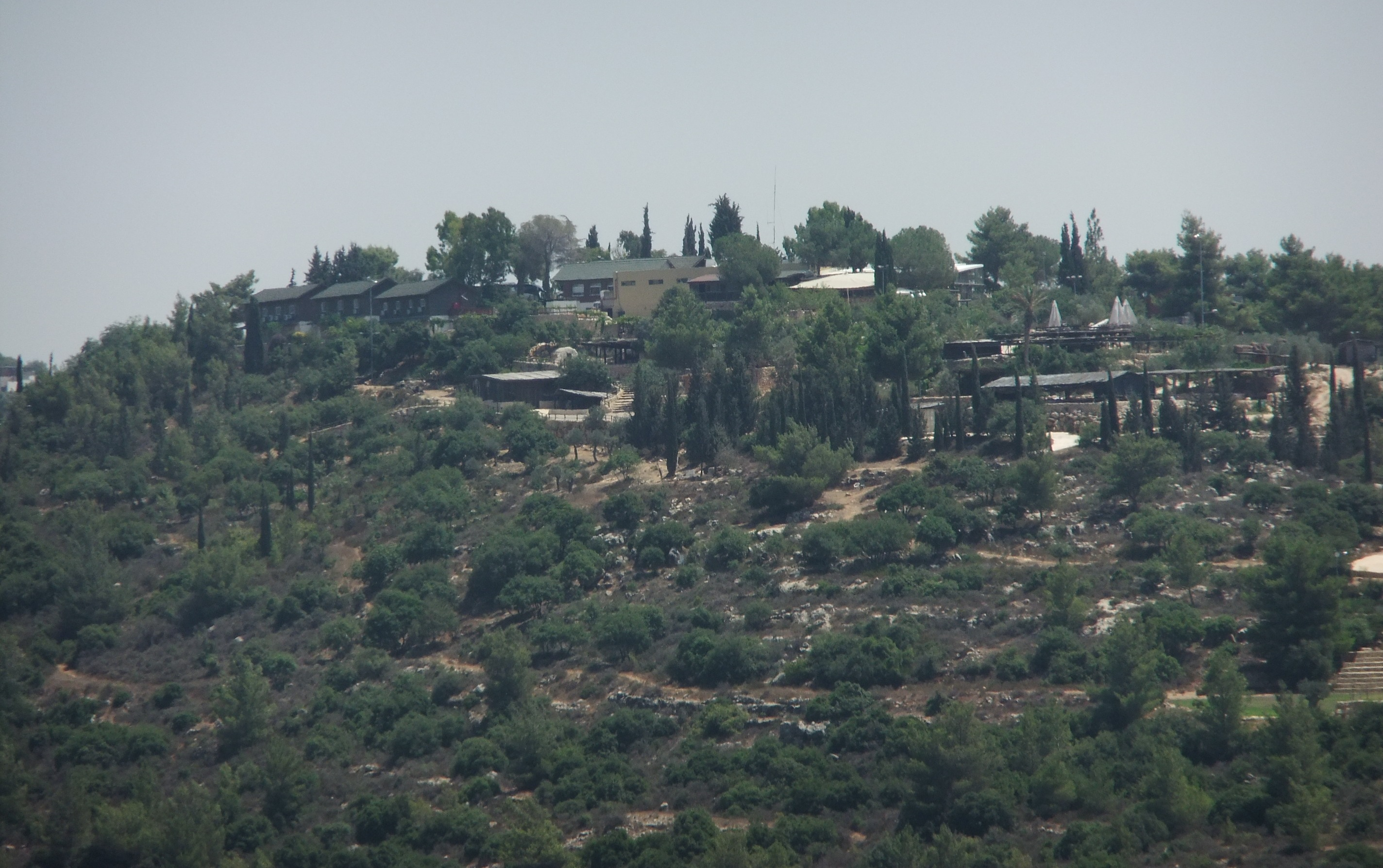
Біблійний сад в Яд Гашемона (Ізраїль)
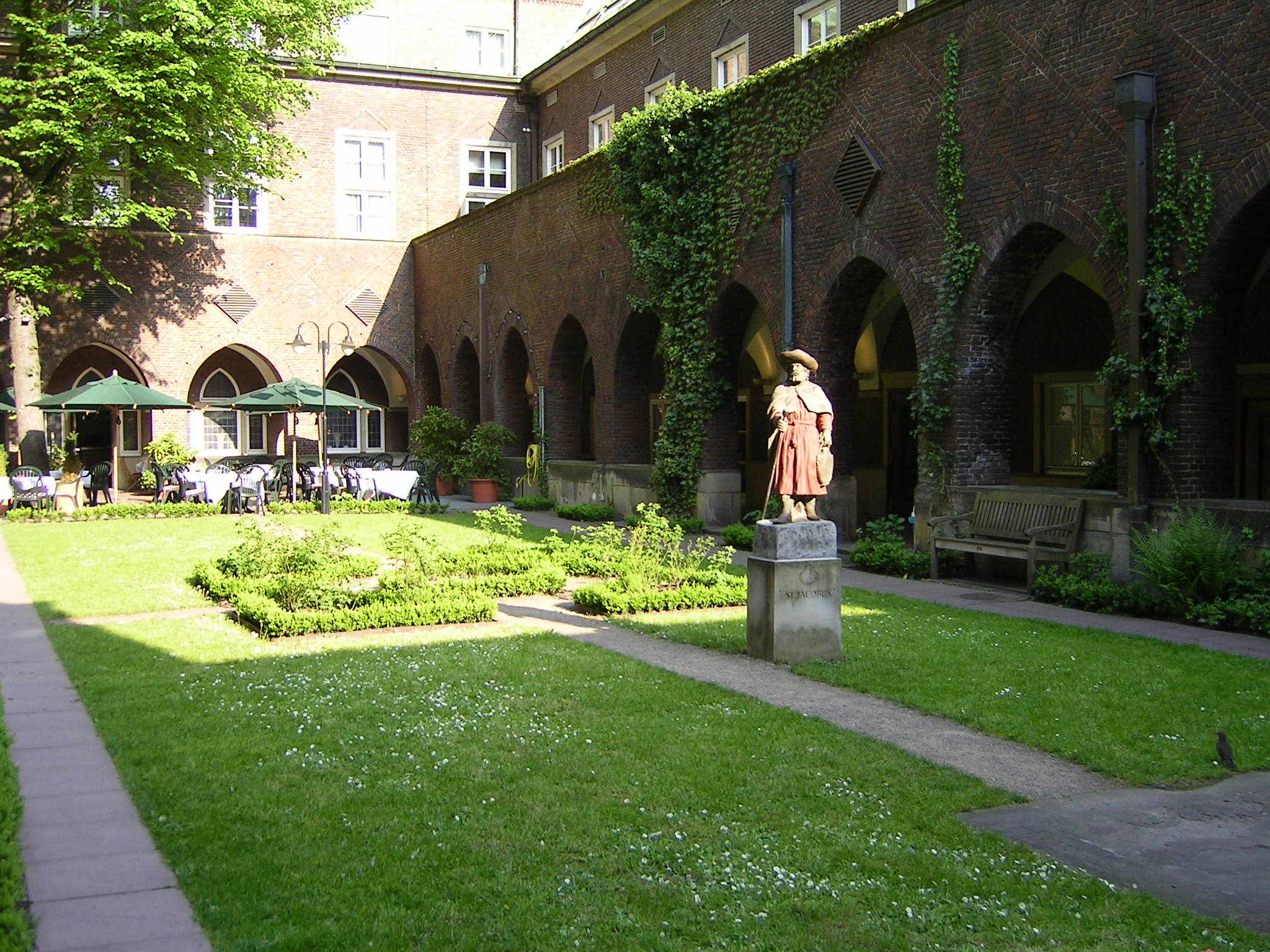
У біблійному саду, Бремен (Німеччина)
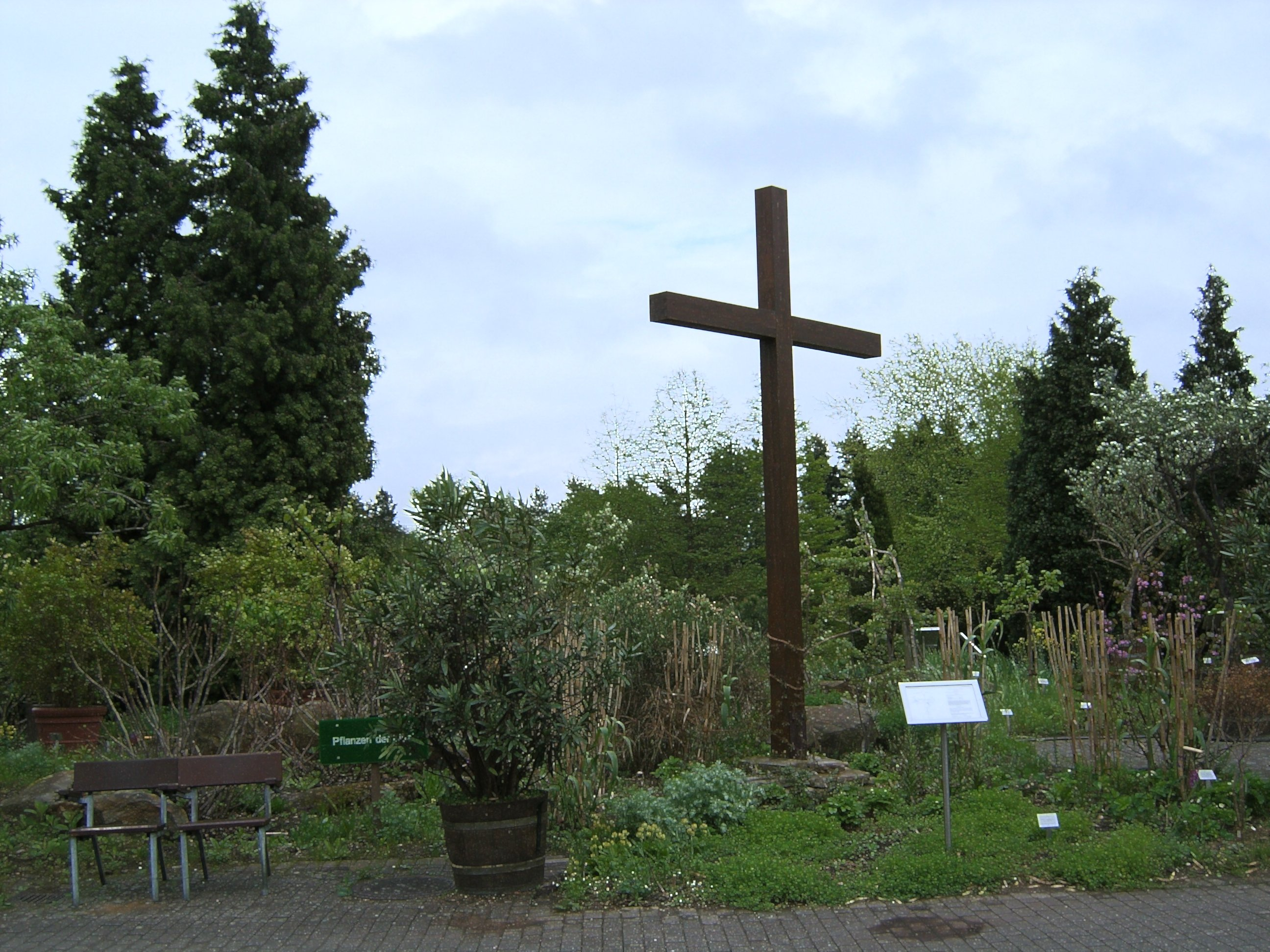
Біблійний сад у Гамбурзі (Німеччина)
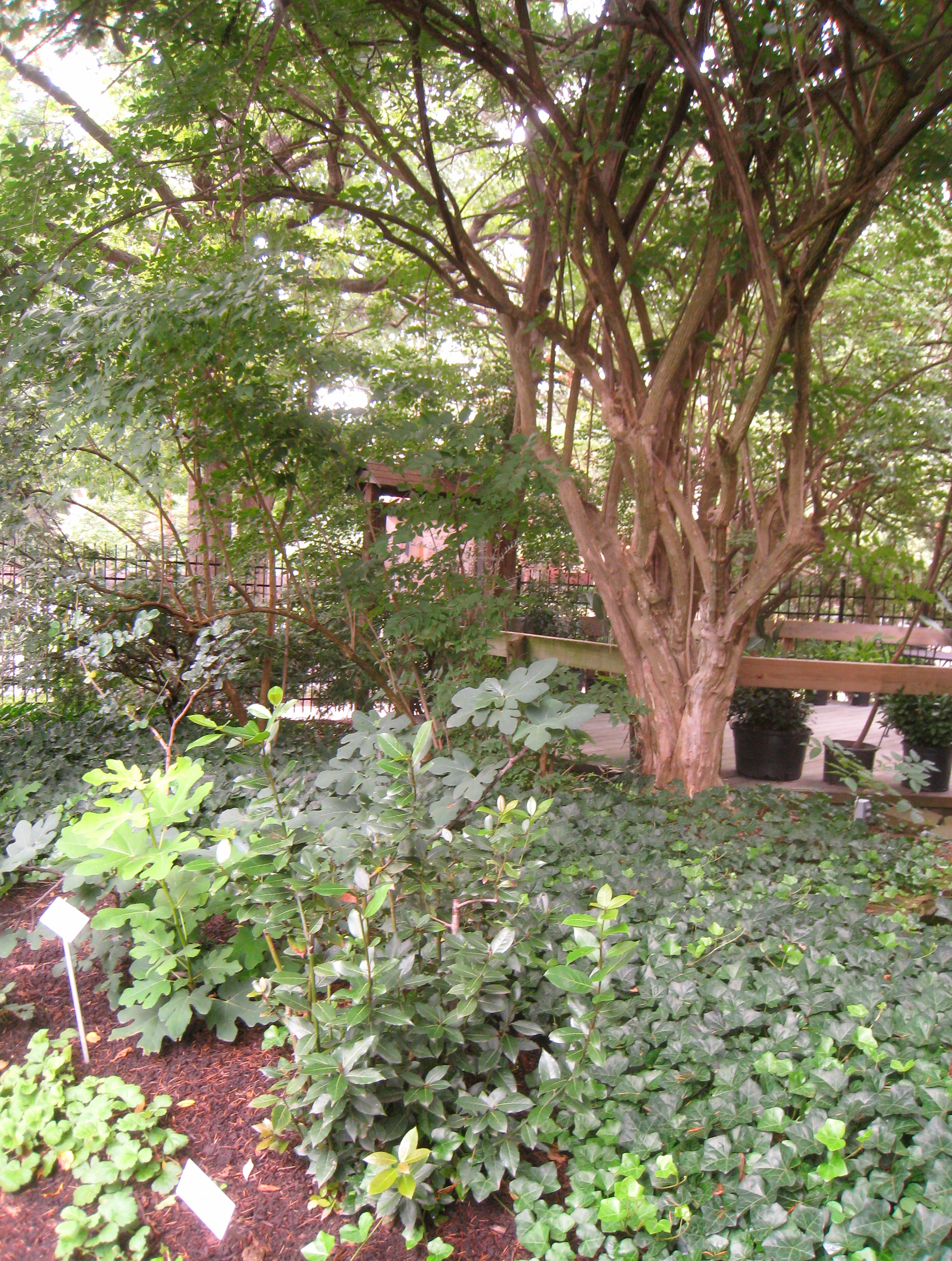
Біблійний сад у Піттсбурзі (США)
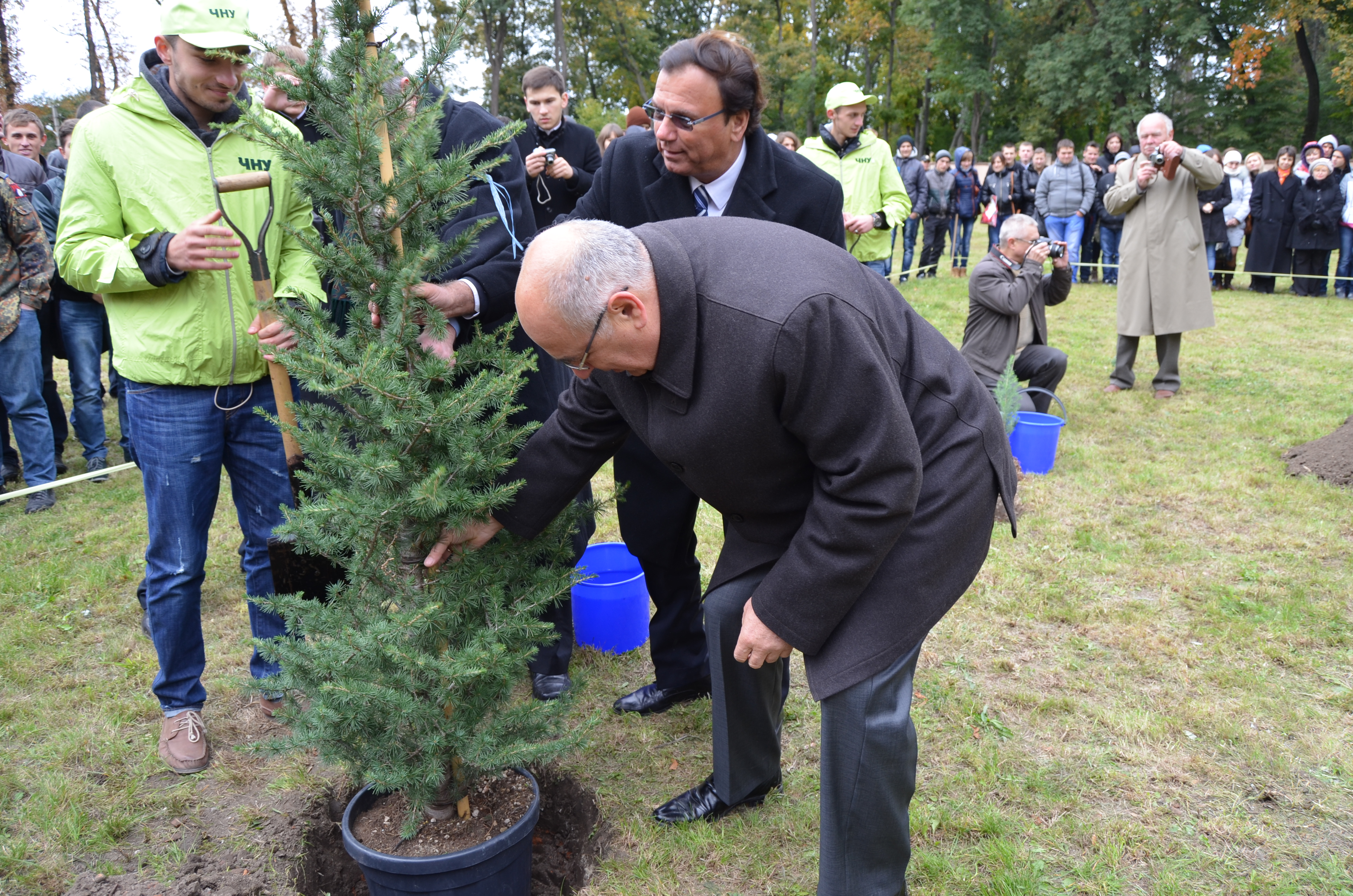
Закладання біблійного саду у Чернівцях (Україна)